# Eurema leuce
Eurema leuce é uma borboleta da família Pieridae. Ela é encontrada nas Índias ocidentais e no Brasil, Uruguai, Colômbia e Venezuela.

## Subespecies
As seguintes subespécies são reconhecidas:
- E. l. leuce (Brasil: Rio Grande do Sul, Uruguai)
- E. l. circumcincta (Bates, 1861) (Brasil: Pará)
- E. l. athalia (C. & R. Felder, [1865]) (Colômbia, Venezuela, Trinidad)
- E. l. flavilla (Bates, 1861) (Brasil: Amazonas), Peru)
- E. l. memulus (Butler, 1871) (Haiti)
- E. l. antillarum (Hall, 1936) (St. Kitts, Dominica, Santa Lúcia, Porto Rico)